# Берри, Дрю
Дрю Берри (англ. Drew Berry; род. 1970, США) — биомедицинский художник-мультипликатор. За свои работы в области 3D и 4D визуализации молекулярного устройства и работы клеток удостоен множества премий, включая «Эмми» (2005) и BAFTA (2004). Лауреат стипендии Мак-Артура. В 2010-м году изданием The New York Times был назван “Стивеном Спилбергом молекулярной мультипликации”.